# Primnoeides sertularoides
Primnoeides sertularoides is een zachte koraalsoort uit de familie Primnoidae. De koraalsoort komt uit het geslacht Primnoeides. Primnoeides sertularoides werd in 1889 voor het eerst wetenschappelijk beschreven door Wright & Studer. 